# Maria Lídia Magliani
Maria Lídia dos Santos Magliani (Pelotas, 1946 - Rio de Janeiro, 2012) foi uma pintora, desenhista, gravadora, ilustradora, figurinista e cenógrafa brasileira. 

## Biografia
Nascida em uma família de artistas, decidiu ser pintora. Em 1963, entrou para o curso de Artes Plásticas, graduando-se na Escola de Artes da UFRGS, em 1966. Foi a primeira mulher negra formada pela instituição. Realizou no mesmo ano a sua primeira exposição individual, na Galeria Espaço. Prosseguiu seus estudos com Ado Malagoli. Na década de 1970 produziu ilustrações para jornais de Porto Alegre. Deixou o Rio Grande do Sul em 1980, estabelecendo-se primeiro em São Paulo, mais tarde em Minas Gerais e, a partir de 1997, no Rio de Janeiro.
Seu trabalho se caracteriza por temas influenciados pelo movimento feminista e por utilizar a estética neoexpressionista para refletir sobre a situação política do país e a condição da mulher e do corpo feminino na sociedade. Ainda assim, fazia questão de não se declarar militante. Reconhecida por suas ilustrações em jornais e revistas de caráter revolucionário, bem como por sua atuação no teatro vanguardista, sua arte representa uma forma de crítica e denúncia, especialmente em relação à percepção das mulheres negras na sociedade.
A autora Fátima Torri , no texto Maria Lídia Magliani: Uma vida entregue à Arte, enuncia que:
Sua arte não se encaixa na sala de jantar, muito menos no quarto das crianças. É uma arte que questiona, que provoca, uma força visceral que revela o lado sombrio do ser humano, o mais humano que se pode ser. Telas escuras apresentam corpos nus, figuras humanas de proporções volumosas, cores fortes, poemas e títulos emblemáticos que compõem a trajetória marcante de Maria Lídia dos Santos Magliani.— Fátima Torri
Em 1966 realizou sua primeira exposição individual, em Porto Alegre, e em 1967 participou do 3º Salão Nacional de Arte Contemporânea de Campinas junto das artistas Anna Maria Maiolino, Alice Brill, Amelia Toledo, Regina Vater e Teresinha Soares. Somou, ao longo de sua carreira, mais de 100 exposições individuais ou coletivas, e suas obras hoje estão em museus do Rio Grande do Sul, Santa Catarina, Rio de Janeiro e São Paulo.
No fim da vida, já invisibilizada pelas instituições, passou por dificuldades financeiras. Morreu em 2012, aos 66 anos, vítima de uma parada cardíaca.
Atualmente, a galeria Estudio Dezenove, no Rio de Janeiro, é responsável pela documentação e organização do acervo de sua obra.

## Exposições
- 1966 - 1a Exposição Individual, Galeria Espaço, Porto Alegre, Brasil[13]
- 1967 - 3o Salão Nacional de Arte Contemporânea de Campinas, São Paulo, Brasil
- 1977 - Exposição Individual, Instituto de Arquitetos do Brasil, Departamento do Rio Grande do Sul[14]
- 1979 - Artistas Gaúchos, Embaixada do Brasil nos Estados Unidos, Washington, D.C., Estados Unidos[15]
- 1981 - Desenho e Gravura no Rio Grande do Sul, Museu de Arte do Paraná (MAP), Curitiba, Brasil
- 1983 - Maria Lídia Magliani, Centro de Estudos Brasileiros, Assunção, Paraguai
- 1983 - 17a Bienal de São Paulo, Fundação Bienal de São Paulo, São Paulo, Brasil (Curador: Walter Zanini)
- 1987 - Exposição Retrospectiva, Museu de Arte do Rio Grande do Sul, Porto Alegre, Brasil
- 2022 - Individuais no Estúdio Dezenove e na Fundação Iberê Camargo[16]
- 2022 - É INFINITO AGORA. Estúdio Dezenove, Rio de Janeiro.[17]
- 2023 - FUNK! Um grito de ousadia e liberdade. Museu de Arte do Rio, Rio de Janeiro.[18]
- 2023/2024 - MAGLIANI GRÁFICA - Itinerâncias: Rio Grande do Sul.[19]; Juiz de Fora, Minas Gerais[20]

## Prêmios
- 1965 - Salão de alunos do Instituto de Artes / UFRGS (Menção Honrosa)[21]
- 1993 - Panorama da Arte Brasileira, São Paulo, Brasil (Menção Honrosa)[22]
- 1995 - 46º Salão de Abril, Fortaleza, Ceará, Brasil (homenageada)[21]

## Coleções
- Museu de Arte Moderna de São Paulo (MAM-SP), São Paulo, Brasil
- Pinacoteca do Estado de São Paulo, São Paulo, Brasil[23][24]
- Museu de Arte do Rio Grande do Sul Ado Malagoli (MARGS), Porto Alegre, Brasil
- Pinacoteca Barão de Santo Ângelo, Porto Alegre, Brasil
- Galeria Espaço Cultural Duque, Porto Alegre, Brasil
- Museu de Arte do Rio (MAR), Rio de Janeiro, Brasil
- Museu de Arte de Santa Catarina (MASC), Florianópolis, Brasil
- Museu Afro Brasil, São Paulo, Brasil
- Fundação Vera Chaves Barcellos, Porto Alegre, Brasil
- Museu de Arte Contemporânea do Rio Grande do Sul (MACRS), Porto Alegre, Brasil